# Salice Terme

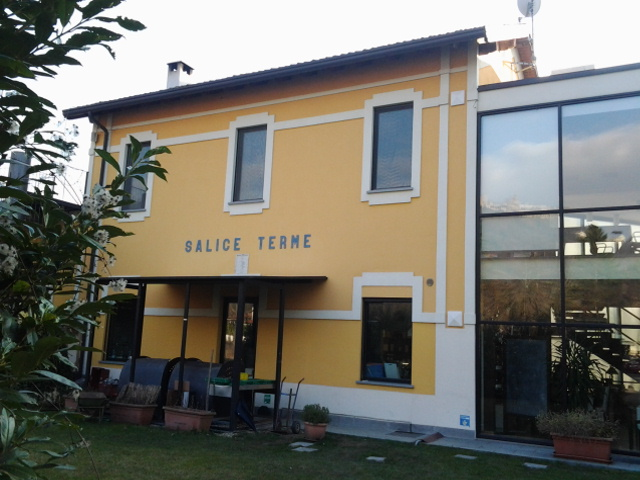
Estação ferroviária de Salice Terme

Salice Terme é uma fração comunal de Godiasco, província de Vicenza, Itália, com cerca 2.000 habitantes.
A comuna está situada perto dos Apeninos e é muito conhecida devido às termas com propriedades sulfúreas, salso- bromoiódicas e sulfurosas para a lama-terapia.

## Ver Também
- Terme